# Kana Nishino
Kana Nishino (jap. 西野 カナ, Nishino Kana; * 18. März 1989 in Matsusaka, Präfektur Mie) ist eine japanische J-Pop- und Teen-Pop-Sängerin, die bei Sony Music Entertainment Japan unter Vertrag steht. 2005 war sie der Gewinner der „Miss Phoenix Audition“, die von Sony veranstaltet wurde und setzte sich gegen 40.000 Mitbewerber durch. Ihre Debütsingle I erschien im Februar 2008.

## Werdegang
Von Kindesalter an lernte Nishino bereits Englisch und bereiste früh Amerika, wo sie anfing, sich für diverse Arten von Musik zu interessieren, darunter Hip-Hop, R&B und Reggae. Außerdem mochte sie japanische Literatur sehr gerne, weshalb sie begann, japanische Volkslieder zu singen. Den Traum, Sängerin zu werden, bekam sie jedoch erst in der Junior High School. Als sie 16 war, sendete ihre Mutter ohne Kanas Wissen ein Demo-Tape an die „Miss Phoenix Audition“ und Nishino gewann, wobei sie sich gegen 40.000 andere Bewerber durchsetzte. Ein Jahr später bekam sie einen Plattenvertrag bei SME Records.

### 2007 bis 2009: Musikalische Anfänge mitTōkutemo,Love One.undMotto...
Während sie sich 2007 auf ihr Debüt vorbereitete, studierte sie Englisch und lernte das australische Duo Nervo kennen, die Nishino ihren Song I Don't Wanna Know zur Verfügung stellten. Nishino schrieb den Song ins Japanische um und nannte ihn I. Im Dezember 2007 ging Nishinos offizielle Website online und der Song I: Merry Christmas Ver. war auf diversen japanischen Seiten als Download verfügbar. Zwei Monate später, am 20. Februar, erschien I als ihre Debütsingle, jedoch ohne nennenswerten Erfolg. Nach einer weiteren erfolglosen Single gelang ihr der erste Meilenstein mit dem Lied Style., der für den Anime Soul Eater genutzt wurde und sie durch die Popularität der Serie erstmals unter die Top 100 in den Oricon-Charts brachte.
Nach einer weiteren erfolglosen Single Make Up (Januar 2009) folgte ihre erste Kollaboration mit dem japanischen Sänger Wise und dem Lied Tōkutemo (遠くても). Mit einem Chartseinstieg von #40 war dies auch ihr erster Top-50-Hit. Außerdem wurde das Lied im November des Jahres mit Platin ausgezeichnet, für mehr als 250.000 legale Downloads. Im Juni des Jahres veröffentlichte sie schließlich die Single Kimi ni Aitaku Naru Kara (君に会いたくなるから) und ihr Debütalbum mit dem Titel Love One. – mit großem Erfolg, da die Single auf #19 debütierte und sie sich somit ihren ersten Top-20-Hit realisiert hat, außerdem hielt sich das Debütalbum 85 Wochen in den japanischen Charts auf und konnte sich mehr als 200.000-mal verkaufen. Am 21. Oktober des Jahres veröffentlichte sie schließlich ihre siebte Single mit dem Titel Motto... (もっと...), die auf #6 debütierte und einen weiteren Meilenstein in ihrer Karriere legte, da sich die Single 31 Wochen in den japanischen Charts aufhalten konnte, außerdem wurde das Lied für mehr als eine Million Downloads mit Million ausgezeichnet, was dem Diamant-Status entspricht. Auch die folgende Single Dear... / Maybe war ein Erfolg, da das Lied Dear... auch die Million-Auszeichnung für mehr als eine Million Downloads bekam.

### 2010 bis 2013: Kommerzieller Höhepunkt mitTo Loveund Auszeichnungen
Mit dem plötzlichen Erfolg ihrer Lieder war Kana mit ihrem Kawaii-Image und dem mädchenhaften Auftreten erfolgreich und so folgte ihre Single Best Friend im Februar 2010, die ihr Image erblühen ließ und auch dieses Lied sich über eine Million Mal legal herunterladen ließ. Am 19. Mai des Jahres folgte ihre 10. Single mit dem Titel Aitakute Aitakute (会いたくて 会いたくて), die mit einem Chartseinstieg von #2 in den Oricon-Charts derzeit ihre erfolgreichste Single ist. Die Single verkaufte sich fast 100.000-mal und wurde auch für mehr als eine Million Downloads mit Million ausgezeichnet. Es war außerdem die 72. meistverkaufte Single in Japan, bezogen auf das Jahr 2010 und ist somit ihr erfolgreichster Einstieg in die jährlichen Oricon-Charts. Ihre bedeutendste Veröffentlichung war ihr zweites Studioalbum To Love, welches sich mehr als 700.000-mal verkaufen ließ und die Höchstplatzierung in den japanischen Charts erreichen konnte – es war schließlich das 3. meistverkaufte Album und gleichzeitig das meistverkaufte Album einer weiblichen Künstlerin in Japan, bezogen auf das Jahr 2010. Ein weiterer Erfolg zeigte sich im Chartsaufenthalt, der sich auf 104 Wochen bezieht. Der Erfolg ihrer Karriere hielt nicht an, nicht einmal zwei Monate später, im August, veröffentlichte sie ihre nächste Single mit dem Titel If, die als Titellied für den Anime Gekijōban Naruto Shippūden: The Lost Tower verwendet wurde. Diese Single verkaufte sich mit einem Chartseinstieg von #5 mehr als 90.000-mal und wurde wegen der legalen Downloads auch mit Million ausgezeichnet. Verkaufstechnisch ist ihre im November des Jahres folgende Single Kimi tte (君って) ihre erfolgreichste, da sie im Gegensatz zu Aitakute Aitakute, mit einer Differenz von 1.010 Tonträgern, öfter verkauft wurde und somit auch fast 100.000-mal verkauft wurde.
Im Jahr 2011 veröffentlichte sie weitere erfolgreiche Singles wie Distance (Februar) und Esperanza (Mai). Schließlich folgte ihr drittes Studioalbum mit dem Titel Thank You, Love, das ein weiterer Erfolg wurde, da es wieder die Höchstplatzierung erreichte und sich mehr als 350.000-mal verkaufen konnte. Zu diesem Studioalbum kommentierte Kana, dass die Lieder seit diesem Album erwachsener geworden sind und als positive Lieder empfunden werden. Ihre 15. Single Tatoe Donna ni... (たとえ どんなに...) gehört auch zu ihren erfolgreichen Veröffentlichungen, da diese sich mehr als 750.000-mal legal herunterladen ließ.
Das Jahr 2012 eröffnete Kana mit den Singles Sakura, I Love You? (März) und Watashitachi (私たち) (Mai), die beide wieder Erfolge wurden. Ein wichtiger Meilenstein war ihre 18. Single Go for It!!, da diese ihre 12. chronologische Höchstplatzierung in den japanischen digitalen Charts darstellt und dies gelang keinem Künstler zuvor. Ihr viertes Studioalbum Love Place konnte sich bis zu 350.000-mal in Japan verkaufen und wurde als limitierte Version in Taiwan veröffentlicht. Es folgte im November eine weitere Single mit dem Titel Always.
Nach sechs Monaten erschien die nächste Single mit dem Titel Believe im Juni 2013, schließlich folgte noch eine Single mit dem Titel Namidairo (涙色) im August des Jahres. Um ihr 5-jähriges Bestehen in der Musikbranche zu zelebrieren, veröffentlichte sie ihre ersten zwei Kompilationen unter dem Thema Love Collection, mit den Titeln Love Collection: Pink und Love Collection: Mint, einen Monat später, im September des Jahres. Die Mint Version erreichte die Höchstplatzierung in den Oricon-Charts und beide Kompilationen verkauften sich jeweils mehr als 300.000-mal, womit sich das Love Collection Thema zusammen mehr als 600.000-mal verkaufen konnte. Einen Monat später folgte bereits die nächste Single mit dem Titel Sayōnara (さよなら). Das Jahr beendete sie im Dezember des Jahres mit der Video-Veröffentlichung MTV Unplugged Kana Nishino im DVD- und Blu-ray-Format.

### 2014 bis 2016: Reihe von erfolgreichen Hits und wichtige Auszeichnungen
Am 21. Mai 2014 wurde die Single We Don't Stop veröffentlicht, die hinter AKB48s Single Labrador Retriever (ラブラドール・レトリバー) auf #2 der Oricon-Charts debütierte, auch mit Gold für 100.000 legale Downloads ausgezeichnet wurde und später wegen 250.000 legalen Downloads auf Platin verbessert wurde. Der digitale Musikmarkt in Japan ist von 2010 auf 2014 deutlich um die Hälfte geschrumpft, weswegen es seltener geworden ist, dass Künstler mit Million ausgezeichnet werden – in diesen Zeiten muss man geringere Auszeichnungen als gleichwertigen Erfolg ansehen, da sowohl der CD-Markt, sowie der digitale Markt gesunken ist und es keine andere Möglichkeiten gibt, die Künstler in verkaufstechnischen Erfolg einzustufen. Eine besonders wichtige Veröffentlichung stellt ihre Single Darling dar, die im August des Jahres veröffentlicht wurde. Nachdem auch Kanas Verkaufszahlen zurückgegangen sind, aber trotzdem noch relativ hoch sind, gelang es ihr einen weiteren Hit zu veröffentlichen. Mit diesem Lied ging Kana in eine ganz neue Musikrichtung, da es eher ein entspannendes Lied mit Country-Elementen ist und nicht mehr an ihre typischen Pop-Lieder und Balladen erinnert. Das Lied wurde als Titelmelodie für das Mezamashi Television Programm verwendet und konnte sich über 750.000-mal legal herunterladen lassen, weswegen das Lied mit 3-fach-Platin ausgezeichnet wurde. Im Oktober des Jahres folgte eine typische Kana Ballade mit dem Titel Suki (好き), die aber nicht an den Erfolg von Darling anknüpfen konnte. Im folgenden Monat, November, veröffentlichte sie ihr 5. Studioalbum With Love – das Studioalbum verkaufte sich mehr als 250.000-mal und erreichte die Höchstplatzierung in den Oricon-Charts.
Der lange Charts-Aufenthalt vom Lied Darling prägte die folgende Single Moshi mo Unmei no Hito ga Iru no Nara (もしも運命の人がいるのなら), die am 29. April 2015 veröffentlicht wurde. Das Lied verfügt über einen ähnlichen Stil wie Darling und hat einen verkaufstechnischen Erfolg. Im September veröffentlicht sie ihre nächste Single mit dem Titel Torisetsu (トリセツ), die als Titellied für die Verfilmung des Mangas Heroine Shikkaku verwendet wurde. Wie die vorherigen zwei Singles verfügt auch dieses Lied über einen Country-Stil. Um zwei weitere Kompilationen zu veröffentlichen, startete man eine Umfrage, in der dem Publikum nach Lieblingsliedern von Kana gefragt wurde – hierbei durfte man sich für jedes Lied, welches eine B-Seite auf einer Single und/oder als exklusiver Titel auf einem Studioalbum war, entscheiden, nur Titellieder von Singles mussten vermieden werden. Das Ende der Umfrage formte die am 18. November erschienenen zwei Kompilationen Secret Collection: Red und Secret Collection: Green, die jeweils neben den beliebtesten Liedern mit zwei neuen Liedern daher kamen. Eines der neuen Lieder, No.1, wurde hierbei als Titellied für die japanische Serie Okitegami Kyoko no Bobiroku verwendet. Außerdem gab es ein Musikvideo zu No.1 und zum bereits veröffentlichten Lied A-Gata no Uta (A型のうた), welche vorher nur als B-Seite auf der Single Torisetsu zu finden war. Beschrieben wurde das Projekt der zwei Kompilationen als Another Side of Best Album (dt. eine andere Seite der Kompilation) oder auch als Kompilationskupplung, da ausschließlich Titel von Studioalben und B-Seiten verwendet wurden und dieses Prinzip in Japan kaum Gebrauch fand. Im Dezember wurde das Lied No.1 für mehr als 100.000 legale Downloads mit Gold ausgezeichnet, später im Februar 2016 für 250.000 legale Downloads auf Platin hochgestuft.
Im Februar 2016 wurde schließlich die With Love Tour auf Blu-ray und DVD veröffentlicht. Im selben Monat wurde auch die CD-Single Torisetsu mit Gold ausgezeichnet, damit ist es ihre erste zertifizierte CD-Single seit Distance im Jahr 2011. Für April wurde die 28. Single mit dem Titel Anata no Sukina Tokoro (あなたの好きなところ) angekündigt. Wenige Wochen nach der Veröffentlichung wurde das Studioalbum Just Love für den 13. Juli 2016 angekündigt. Das Album erreichte die Höchstplatzierung in zwei aufeinanderfolgenden Wochen, diese Besonderheit gelang ihr bereits mit dem Studioalbum To Love (2010). In der sechsten Verkaufswoche erreichte das Studioalbum erneut die Höchstplatzierung und ist damit ihr charttechnisch erfolgreichstes Studioalbum. Ihre nächste Single Dear Bride wurde am 26. Oktober in Japan und am 31. Oktober in Taiwan veröffentlicht. Über die Jahre konnte Kana viele Awards gewinnen, aber besonders war, dass sie bei der 49. Preisverleihung der Japan Cable Awards den Grand-Prix-Preis erhielt und später bei der 58. Preisverleihung der Japan Record Awards die höchste Auszeichnung, den Japan Record Award, für das Lied Anata no Sukina Tokoro zum ersten Mal in ihrer Karriere für sich gewinnen konnte. Beide Preisverleihungen werden bei japanischen Musikern hoch geschätzt und bei den Japan Record Awards setzte sie sich gegen japanische Musikgiganten wie Hikaru Utada oder AKB48 durch.

### Seit 2017:Love It,10th Anniversaryund Auszeit

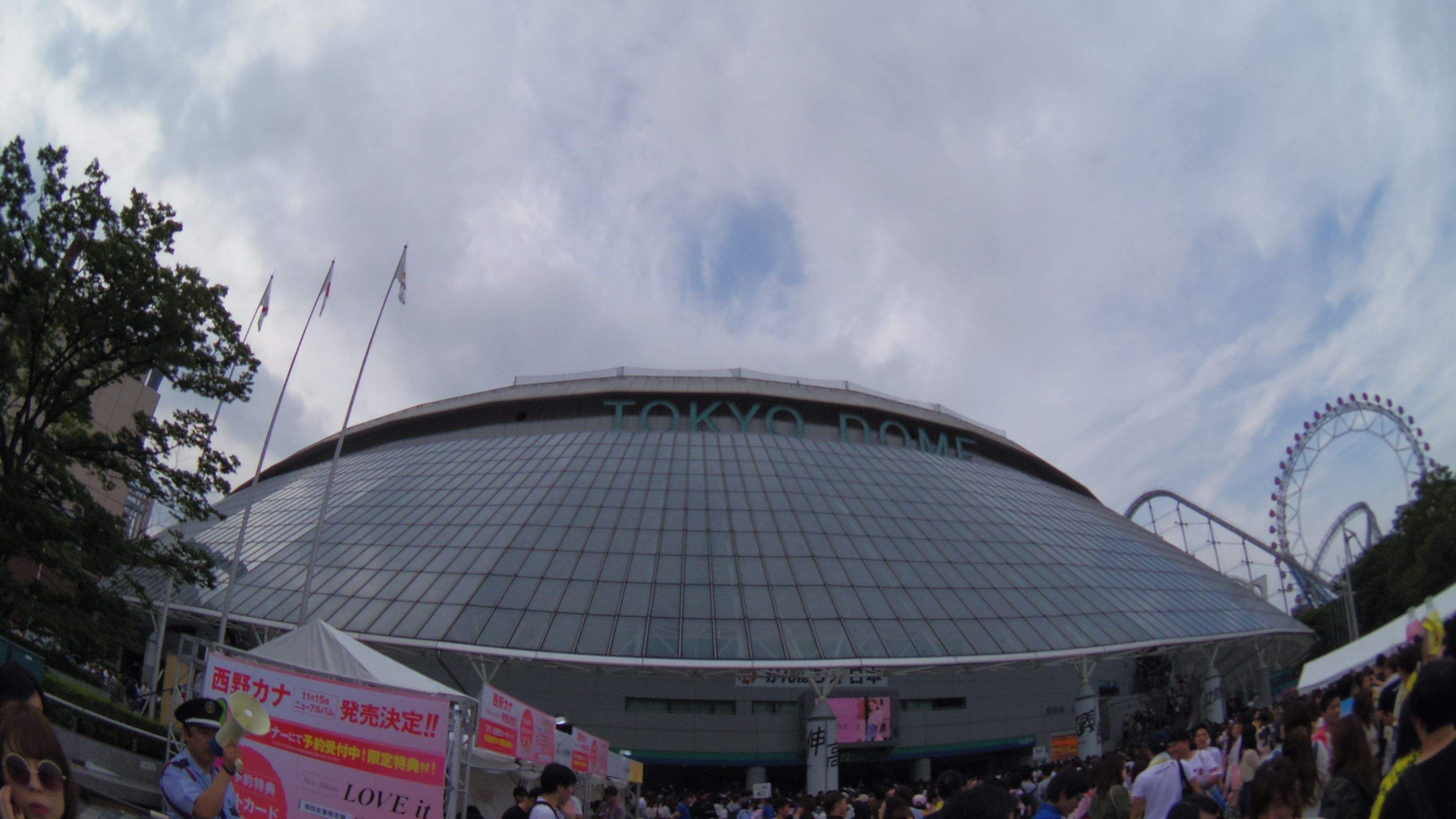
Die „Kana Nishino Dome Tour 2017“ im Tokyo Dome (2017)

Ihre nächste Single wurde im Mai 2017 mit dem Titel „Pa“ (パッ) veröffentlicht und wurde mit #5 der wöchentlichen Charts ein mäßiger Erfolg. Eine weitere Zusammenarbeit mit Giorgio Cancemi (beispielsweise Aitakute Aitakute und If) wurde die folgende Single „Girls“, die im Juli des Jahres veröffentlicht wurde. Mit #7 der wöchentlichen Charts wurde das Lied ein Top-10-Hit. Am 26. August des Jahres startete sie ihre Stadion-Tournee unter dem Titel „Kana Nishino Dome Tour 2017“ mit vier Daten. Allein das erste Konzert im Osaka Dome verfügte über 35.000 Zuschauer. Das letzte Konzert fand am 24. September des Jahres im Tokyo Dome statt, womit sie 160.000 Zuschauer auf vier Konzerten verzeichnete. Während der Tournee verkündete sie ihre Single „Te o Tsunagu Riyū“ (手をつなぐ理由) für Oktober des Jahres. Die Single war ihre erste Single seit 2009, die sich nicht mehr als 20.000-mal in den Oricon-Charts verkaufen konnte, belegte aber #7 der Charts. Für den 15. November des Jahres folgte ihr siebtes Studioalbum mit dem Titel „Love It“, das #2 der wöchentlichen Charts erlangte und ihr erstes Studioalbum wurde, das nur mit Gold und nicht mit Platin ausgezeichnet wurde. Zudem war es zu diesem Zeitpunkt ihr am wenigst verkaufte Studioalbum in ihrer Karriere. Werbemaßnahmen wie traditionell ein neues Musikvideo gab es beispielsweise zu dieser Veröffentlichung nicht.
Mit ihrer 33. Single „I Love You“ (アイラブユー), veröffentlichte sie am 4. April 2018 das Titellied zur Anime-Serie „My little Monster“. Vom 19. Mai bis zum 25. Juli ging sie auf eine Hallen-Tournee mit dem Titel „Love It Tour“ mit 26 Konzerten. Seit dem 28. August bis zum 10. Oktober ist sie auf ihrer Arena-Tournee für ihr zehnjähriges Bühnenbestehen mit dem Titel „Love It Tour: 10th Anniversary“ auf zwölf Konzerten. Für den 12. September kündigte man ihre 34. Single „Bedtime Story“ an und am 21. November des Jahres folgten bereits zwei weitere Kompilationsalben mit den Titeln „Love Collection 2: Pink“ und „Love Collection 2: Mint“. Ende Dezember folgte schließlich ihr Videokonzertalbum zu „Love It Tour: 10th Anniversary“.
Im Januar 2019 kündigte sie an, eine unbestimmte Auszeit von der Musikindustrie einzulegen. Ihren letzten Auftritt vor der Pause hatte sie am 3. Februar desselben Jahres im Rahmen ihrer dreitägigen „Love Collection Live 2019“-Konzerttournee in der Yokohama Arena geben. Kinos in Hong Kong und Taiwan haben diesen Auftritt live ausgestrahlt. Zu ihrem 30. Geburtstag gab sie schließlich bekannt, dass sie ihren ehemaligen Manager heiraten werde.

## Diskografie
Studioalben

| Jahr | Titel           | Höchstplatzierung, Gesamtwochen, AuszeichnungChartsChartplatzierungen (Jahr, Titel, Platzierungen, Wochen, Auszeichnungen, Anmerkungen) | Anmerkungen                                                    |
| Jahr | Titel           | JP | Anmerkungen                                                    |
| ---- | --------------- | --- | -------------------------------------------------------------- |
| 2009 | Love One.       | JP4 Platin · (85 Wo.)JP | Erstveröffentlichung: 24. Juni 2009 Verkäufe JP: + 250.000     |
| 2010 | To Love         | JP1 ×3Dreifachplatin · (104 Wo.)JP | Erstveröffentlichung: 23. Juni 2010 Verkäufe JP: + 750.000     |
| 2011 | Thank You, Love | JP1 ×2Doppelplatin · (69 Wo.)JP | Erstveröffentlichung: 22. Juni 2011 Verkäufe JP: + 500.000     |
| 2012 | Love Place      | JP2 Platin · (51 Wo.)JP | Erstveröffentlichung: 5. September 2012 Verkäufe JP: + 346.495 |
| 2014 | With Love       | JP1 Platin · (62 Wo.)JP | Erstveröffentlichung: 12. November 2014 Verkäufe JP: + 266.788 |
| 2016 | Just Love       | JP1 Platin · (67 Wo.)JP | Erstveröffentlichung: 13. Juli 2016 Verkäufe JP: + 306.428     |
| 2017 | Love It         | JP2 Gold · (39 Wo.)JP | Erstveröffentlichung: 15. November 2017 Verkäufe JP: + 142.984 |